# 堀川忍
堀川 忍（ほりかわ しのぶ）は日本の男性声優。主にアダルトゲームに声をあてている。

## 出演
太字は主役・メインキャラクター。

### アダルトアニメ
- 妹ぱらだいす!（2011年 - 2012年、七瀬総一郎）

### アダルトゲーム
2003年
- 喪失郷（浅賀誠人）

2004年
- えちぇろす（阿木沢龍人、丞ノ内火織）

2007年
- Figurehead（ソニック）

2009年
- プリティ☆ウィッチ☆アカデミー!（フリッツ）

2011年
- 11eyes -Resona Forma-
- Vermilion -Bind of Blood-（アイザック・フォレスト）
- 神咒神威神楽（坂上覇吐、第六天波旬）
- 輝光翼戦記 銀の刻のコロナ（長瀬仁）
- 小夜子（浜野大作）
- すきま桜とうその都会（正宗）
- 黙って私のムコになれ!（桂木清人）
- デュエリスト×エンゲージ（槙野啓輝）
- Hyper→Highspeed→Genius（九頭竜坂僚樹）

2012年
- 越えざるは紅い花（スレン）
- かみのゆ（三上茂、乙女父）
- ものべの（飛車角）
- PersonA〜オペラ座の怪人〜（ダロガ）
- カラフル☆きゅあー（バスチアン・ベルント・ホルシュタイン）
- Zero Infinity -Devil of Maxwell-（イヴァン・ストリゴイ、ネイムレス）
- SINCLIENT（坂崎信之輔）

2013年
- 百花繚乱エリクシル（ユッカ・ゼラニウム）
- 神様(仮)（貴船当麻）
- NO,THANK YOU!!!（神崎大和）

2014年
- 恋する夏のラストリゾート（天ヶ瀬航）
- 星織ユメミライ（韮沢秀一）